# Lautaro Godoy
Lautaro Agustín Godoy (Monte Grande, Buenos Aires; 15 de marzo de 2003) es un futbolista argentino que juega como mediocampista en Atlético Tucumán de la Primera División de Argentina, es hermano del también futbolista Nicolás Godoy.

## Trayectoria

### River Plate
Godoy se formó en las divisiones inferiores de River Plate, dónde jugó hasta reserva, pero no pudo debutar en primera división.

### Atlético Tucumán
A mitad de 2024 llegó a Atlético Tucumán y empezó a jugar en la reserva del decano, hasta que el 24 de noviembre de 2024 debutó en la derrota del conjunto tucumano en La Plata, ante Gimnasia, en un partido correspondiente a la Liga Profesional.

## Estadísticas

### Clubes
| Club | Div.                | Temporada           | Liga  | Liga  | Liga   | Copas Nacionales (1) | Copas Nacionales (1) | Copas Nacionales (1) | Copas Internacionales (2) | Copas Internacionales (2) | Copas Internacionales (2) | Total | Total | Total  | Medida goleadora(3) |
| Club | Div.                | Temporada           | Part. | Goles | Asist. | Part.                | Goles                | Asist.               | Part.                     | Goles                     | Asist.                    | Part. | Goles | Asist. | Medida goleadora(3) |
| --- | ------------------- | ------------------- | ----- | ----- | ------ | -------------------- | -------------------- | -------------------- | ------------------------- | ------------------------- | ------------------------- | ----- | ----- | ------ | ------------------- |
| Atlético Tucumán Argentina | 1.ª                 | 2024                | 1     | 0     | 0      | Inexistentes         | Inexistentes         | Inexistentes         | Inexistentes              | Inexistentes              | Inexistentes              | 1     | 0     | 0      | 0,00                |
| Atlético Tucumán Argentina | 1.ª                 | 2025                | 9     | 0     | 0      | 2                    | 0                    | 1                    | Inexistentes              | Inexistentes              | Inexistentes              | 11    | 0     | 1      | 0,00                |
| Atlético Tucumán Argentina | Total club          | Total club          | 10    | 0     | 0      | 2                    | 0                    | 1                    | 0                         | 0                         | 0                         | 12    | 0     | 1      | 0,00                |
| Total en su carrera | Total en su carrera | Total en su carrera | 10    | 0     | 0      | 2                    | 0                    | 1                    | 0                         | 0                         | 0                         | 12    | 0     | 1      | 0,00                |
| (1) Las copas nacionales se refiere a la Copa Argentina. (2) Las copas internacionales se refiere a la Copa Libertadores y la Copa Sudamericana. (3) Media de goles por encuentro. No incluye goles en partidos amistosos. |                     |                     |       |       |        |                      |                      |                      |                           |                           |                           |       |       |        |                     |